# Akashi
Akashi (jap. 明石市 Akashi-shi) – miasto portowe w Japonii, na wyspie Honsiu (Honshū), w prefekturze Hyōgo. 

## Położenie
Miasto leży w południowej części prefektury nad Morzem Wewnętrznym, naprzeciw wyspy Awaji leżącej po drugiej stronie cieśniny Akashi. Od wschodu i północy graniczy z Kōbe, a od zachodu z miastami Kakogawa, Inami i Harima. 
W pobliżu miasta znajduje się most Akashi Kaikyō (Akashi Kaikyō Ō-hashi; „Wielki Most nad Cieśniną Akashi”). Jest to most wiszący przebiegający od miasta Kōbe na wyspie Honsiu do wyspy Awaji na terenie Morza Wewnętrznego.

## Historia
W dawnych czasach w tym malowniczym miejscu często przebywał deifikowany poeta Kakinomoto no Hitomaro (ur. ok. 653–655, zm. ok. 707–710). 
W okresie Edo było to miasto zamkowe (zamek Akashi) rodziny Ogasawara (następnie rodu Matsudaira). 
Po II wojnie światowej w ramach scalających reform administracyjnych przyłączono do Akashi niektóre okoliczne wioski. Od 1960 roku miasto szybko rozrastało się wraz z napływem ludności i dynamicznym rozwojem przemysłowego obszaru metropolitalnego Hanshin. W Akashi rozwinęły się przemysły: stalowy, spożywczy, włókienniczy, maszynowy, elektrotechniczny, chemiczny oraz samochodowy.
W mieście znajduje się obserwatorium astronomiczne wraz z planetarium.

## Galeria

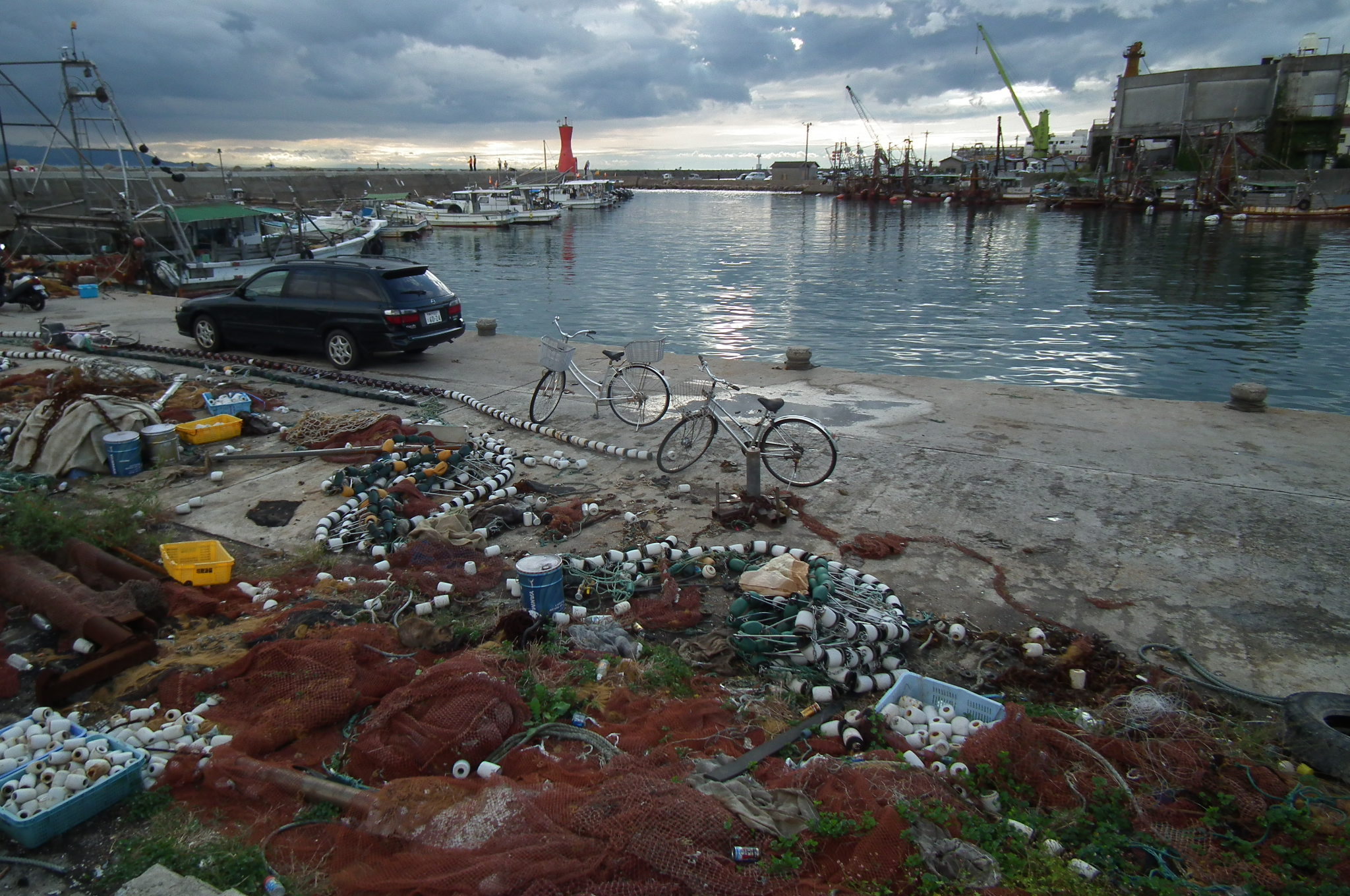
Port Akashi
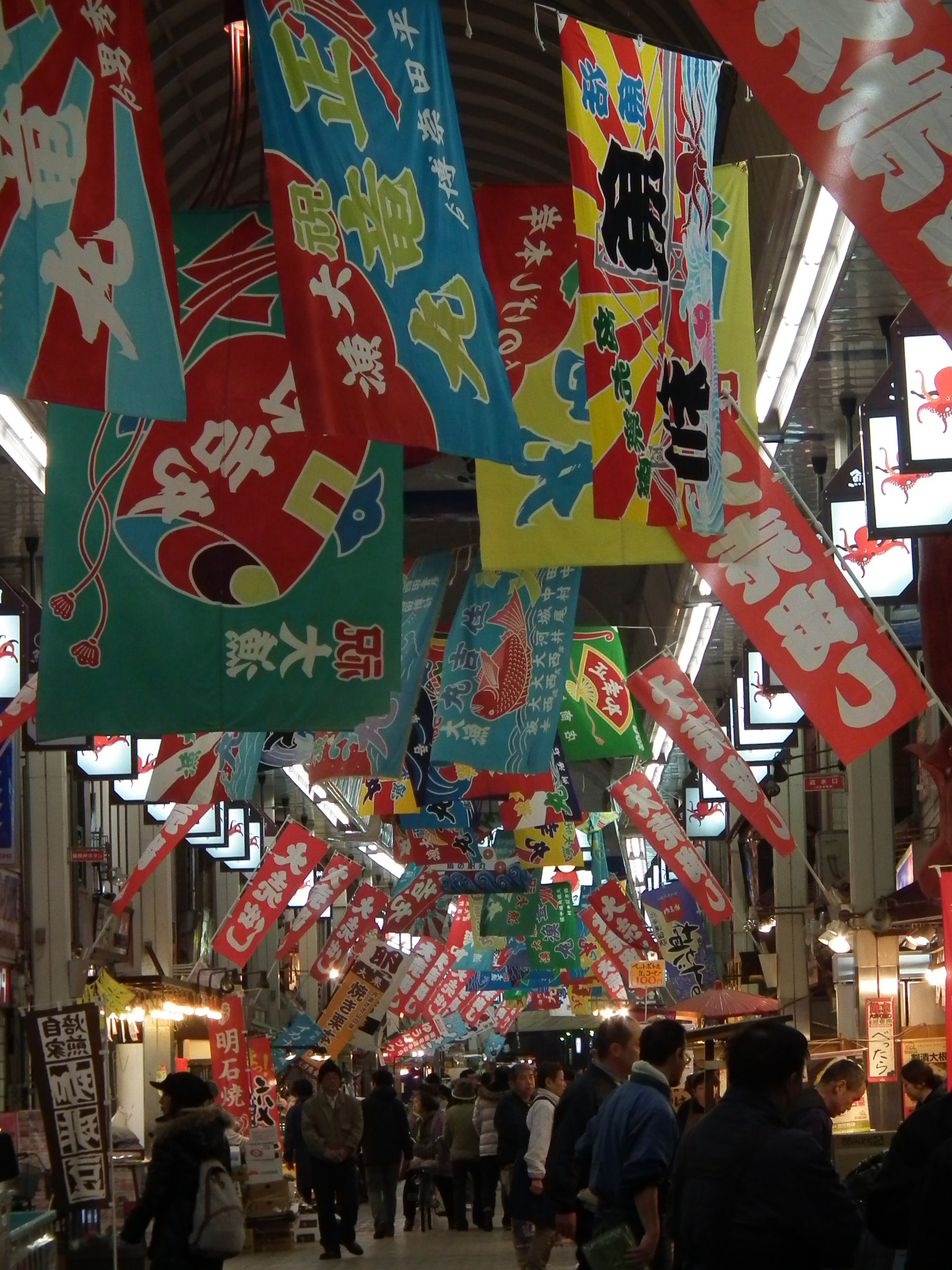
Uo-no-tana, uliczka sprzedaży ryb
Dworzec kolejowy
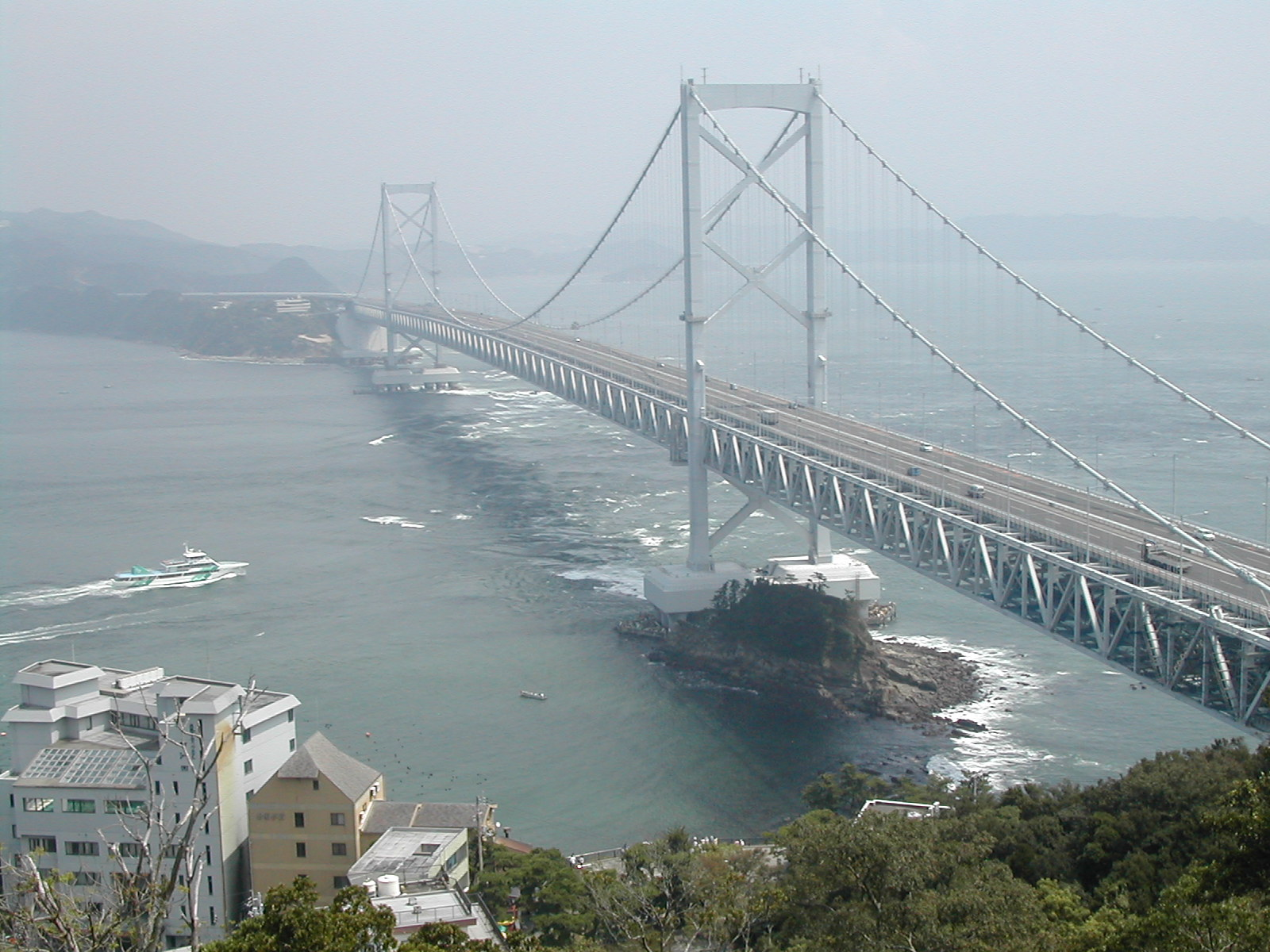
Most Akashi Kaikyō